# Rivière Dazemard
Rivière Dazemard är ett vattendrag i Kanada.   Det ligger i provinsen Québec, i den sydöstra delen av landet, 400 km norr om huvudstaden Ottawa.
I omgivningarna runt Rivière Dazemard växer i huvudsak blandskog. Trakten runt Rivière Dazemard är nära nog obefolkad, med mindre än två invånare per kvadratkilometer.